# 譚鳴皋
譚鳴皋（1931年12月4日—），中華民國（台灣）軍人、教師、政治人物，曾任台北市議會第二、三屆議員，後代表中國國民黨在教育團體當選為第一屆第三次增額立法委員。